# Sunset Overdrive
Sunset Overdrive é um jogo eletrônico de tiro em terceira pessoa desenvolvido pela Insomniac Games e publicado pela Microsoft Studios para Xbox One e Microsoft Windows. Foi anunciado na E3 2013, e lançado mundialmente em Outubro de 2014. Sunset Overdrive decorre em 2027, na cidade fictícia de Sunset City. O jogador controla um empregado da empresa FizzCo, que tem de eliminar os OD, abreviatura para Overcharge Drinkers: humanos que se transformaram em mutantes depois de consumirem a bebida energética produzida pela FizzCo. Na distópica Sunset City, o jogador para navegar no mapa pode correr nas paredes, usar tirolesas e escorregar/deslizar em vários objectos como carris, corrimãos, etc, juntamente com um enorme arsenal de armas ao seu dispor. Sunset Overdrive também tem o modo cooperativo "Chaos Squad", que pede aos jogadores para completarem missões com a ajuda de outros jogadores.
A produção do jogo começou em 2010 depois da Insomniac completar Resistance 3. Inicialmente, o jogo era pra ser lançado para PlayStation 3, mas depois de haver "luz verde" internamente para começar o projecto, o estúdio criou uma parceria com a Microsoft Studios, que financiou o jogo e permitiu que a Insomniac permanecesse com os direitos da franquia. A Insomniac descreve Sunset Overdrive como uma "celebração de jogos", isto porque a equipa retirou inspiração de várias fontes, incluindo Jet Set Radio e Tony Hawk's Pro Skater. O jogo tem como cenário um futuro pós-apocalíptico, mas a equipa de produção descreve-o como "awesomepocalypse" (impressionantopocalipse) que transforma o mundo num local de diversão para os jogadores. Sunset Overdrive usa o motor interno da Insomniac, já usado no jogo Fuse.
Sunset Overdrive recebeu no geral boas criticas, com elogios para com os seus visuais, o sistema de deslocação e combate e o humor usado. No entanto foi criticado pela falta de uma boa história e pelo desenho pouco inovador das missões. Recebeu diversos prémios, incluindo “Jogo do Ano” e “Melhor Jogo Xbox” de várias publicações e websites da especialidade.

## Enredo
Em 13 de julho de 2027, FizzCo libera sua nova bebida energética, OverCharge Delirium XT (também conhecido como OCD), exclusivamente em Sunset City. Em uma tentativa de vender OCD mais rapidamente, FizzCo saltou protocolos de regulamento de saúde, por sua vez fazendo com que qualquer um que o beba se transforme em um violento corpo de furúnculo mutante conhecido como um Overcharge Drinker (OD). A fim de encobrir a decepção, FizzCo afirma que um vírus tem quebrado e quarentena toda a cidade, impedindo que qualquer pessoa entrar ou sair. O jogador, um funcionário da FizzCo que trabalha na divisão de saneamento, é salvo de um ataque OD por Walter, um colega sobrevivente.
Ao saber que Walter está criando um avião para escapar da quarentena, o jogador obtém a ajuda de Sam e os Oxfords, um grupo de gênios ricos, mas preguiçosos. Depois de vários recados, os Oxfords construir uma hélice para completar o avião. O jogador se junta a Walter em seu avião para escapar da cidade e revelar a verdade sobre o surto. No último segundo, Walter nota uma parede invisível impedindo sua fuga e empurra o jogador para fora do avião antes de morrer no acidente subseqüente.
Ainda planejando escapar, o jogador auxilia a tropa Bushido, os escoteiros que vivem em um museu de samurais e os Fargarths, um grupo de larpers. Em agradecimento, os dois grupos projetar e construir um navio fora de lixo que truques os sensores FizzCo e permitir que eles passaram. Como o jogador está prestes a escapar, eles aprendem que os robôs FizzCo estão atacando o Oxfords e Tropa Bushido, a fim de matar todas as testemunhas. O jogador retorna a Sunset City e forma uma banda liderada pelo Rei Buzzo (voz e mocapped pelo cantor real Melvins), a fim de salvar os sobreviventes. Após a batalha, Sam descobre que FizzCo está planejando algo mais em sua sede. Para entrar, o jogador obtém a ajuda de Las Catrinas, um trio de cheerleaders cuidando do Children 'Ward do hospital. Descobriu-se que o escritório principal FizzCo é um robô que vai destruir Sunset City. O jogador derrota o robô e tem leite e biscoitos com os outros sobreviventes. Após os créditos, o Protocolo X26 é ativado e helicópteros FizzCo são vistos sendo enviados ao redor do mundo para entregar OCD.